# Мелисургос
Мелисургос или Лезик (на гръцки: Μελισσουργός, до 1926 Λουτζίκ, Лудзик) е село в Егейска Македония, Гърция, част от дем Бешичко езеро в административна област Централна Македония.

## География
Мелисургос е разположено в центъра на северната част на Халкидическия полуостров.

## История

### Средновековие
Селото е споменато за пръв път като Лозики (Λοζίκι ) в документ от 1141 година и оттогава до 1342 година се споменава в значителен брой документи – описания, хрисовули, записи.
На частна собственост в рамките на селището до 1985 година е запазена кула от късновизантийската епоха с мраморна врата и свод над нея. Кулата е разрушена малко след обявяването ѝ за защитен паметник.
В местността Кастри на 5 km югоизточно от сегашното селище, на коларския път, свързващ района на езерата с хълмовете на Халкидика, на два съседни хълма има останки от сгради, от крепостна стена в югозападната част на северния хълм и от раннохристиянска базилика на плоското било на южния.
Близо до Кастри е разположена византийската манастирска кула Бургас, издигаща са не върха на хълма на десния бряг на едноименната река. Запазена е и стената обграждаща собствеността на Хилендар.

### В Османската империя
Лозик е споменато в османски документи от XV век, а в XVII – XVIII е въглищарско село. По време на потушаването на Халкидическото въстание в 1821 година селото е унищожено напълно.
Църквата „Свети Георги“ в Лезик е от 1850 година. Александър Синве („Les Grecs de l’Empire Ottoman. Etude Statistique et Ethnographique“), който се основава на гръцки данни, в 1878 година пише, че в Лудзики (Loutziki), Ардамерска епархия, живеят 250 гърци. Към 1900 година според статистиката на Васил Кънчов („Македония. Етнография и статистика“) в Лезикъ живеят 136 жители турци и 160 гърци християни.
По данни на секретаря на Българската екзархия Димитър Мишев („La Macédoine et sa Population Chrétienne“) в 1905 година в Олезик (Olezik) има 230 жители гърци и работи гръцко училище.

### В Гърция
В 1912 година по време на Балканската война в Лезик влизат гръцки части и след Междусъюзническата война в 1913 година остава в Гърция. В 1913 година селото (Λουτίτζια Μαχαλάδες) има 1030 жители. До 2011 година Мелисургос е част от дем Аполония.